# Вере (народ)
Вере (также верре; англ. vere, verre) — адамава-убангийский народ, населяющий восточную часть Нигерии (районы Северная Йола, Южная Йола и Фуфоре штата Адамава) и приграничные с Нигерией северные районы Камеруна (коммуна Бека департамента Фаро Северного региона). Этническая территория вере соседствует с областью расселения народа фульбе и с областями расселения близкородственных адамава-убангийских народов чамба и дояйо. Помимо чамба и дояйо к числу родственных народу вере этнических групп относят дуру, бали, фали, мбум и мумуйе.
По оценкам, опубликованным на сайте организации Joshua Project, численность народа вере составляет около 184 000 человек, в том числе в Нигерии — 173 000 человек и в Камеруне — 11 000 человек.

## Субэтнические группы
В состав народа вере входят этнические группы вере каадам (вере, каадам, моми), джанго, кобо, эйлу и ниссу. Ареал группы джанго (самоназвание jangosú — в единственном числе и jango/jangoi/jangoyi — во множественном числе) размещён от селения Майо-Ини на западе до селения Нассарава-Кома на востоке, к югу от холмов Вере. Западная часть области расселения джанго расположена в предгорьях Алантики. К селениям джанго относятся Майо-Ини, Нассарава-Кома, Джумбааре, Мантунаа, Сонха, Бамбу, Дан-Вумба, Текере, Коркаи, Гави, Заари, Герта, Каау-Пинду, Гарау, Гивааре, Джагу-Сува, Вам-Гуити, Гогура, Тондиире, Лаиинде и другие. По сведениям немецкого исследователя У. Кляйневиллингхёфера, ранее до миграций народа фульбе и создания эмирата Адамава этническая территория джанго была значительно шире, но в результате завоеваний фульбе джанго были частично оттеснены на восток, частично в процессе ассимиляции перешли на язык фула и сменили этническую идентичность. Группа вере каадам является более многочисленной, чем джанго. Область расселения вере каадам — холмы Вере. Представители группы джанго называют вере каадам gɛ̀ŋ́/gɛ̀nì «кузнецы», поскольку традиционно джанго (а с ними и группы кобо, эйлу, ниссу, а также многочисленные группы народа кома) никогда не занимались кузнечным ремеслом, а обменивали изделия из железа у кланов вере каадам на другие товары.

## Язык
Народ вере говорит на языке мом джанго адамава-убангийской семьи нигеро-конголезской макросемьи. В мом джанго выделяются диалекты собственно мом джанго (джанго, ядерный мом джанго) и моми (зири) — возможно, эти диалекты представляют собой два разных языка (У. Кляйневиллингхёфер предлагает выделять три самостоятельных языка — джанго (мом джанго), моми (вере каадам) и северноалантический вере). Язык мом джанго известен также под названиями «вере», «верре», «уере», «моми» и «кобо». В классификациях языков адамава, представленных в справочнике языков мира Ethnologue и в «Большой российской энциклопедии», язык мом джанго вместе с наиболее близким ему языком кома, а также вместе с языками гимме и гимниме входит в объединение вере-гимме кластера вере-дояйо подгруппы воко-дояйо группы дуру ветви леко-нимбари. Письменность основана на базе латинского алфавита. Численность говорящих на языке мом джанго, согласно данным, опубликованным в справочнике Ethnologue, составляет около 110,52 тыс. человек (2000), из них в Нигерии — 104 тыс. человек, в Камеруне — 6,52 тыс. человек. Помимо родного языка часть представителей народа вере также владеет языком фула (в варианте нигерийский фульфульде).

## Религия
Бо́льшая часть представителей народа вере придерживается традиционных верований (69 %), относительно небольшие группы вере исповедуют христианство и ислам.
По данным сайта организации Joshua Project приверженцы традиционных верований в Нигерии составляют 60 % верующих вере, христиане — 20 %, мусульмане — 20 %; в Камеруне среди верующих преобладают христиане — 51 %, приверженцы традиционных верований составляют 34 % верующих, мусульмане — 15 %.

## Культура

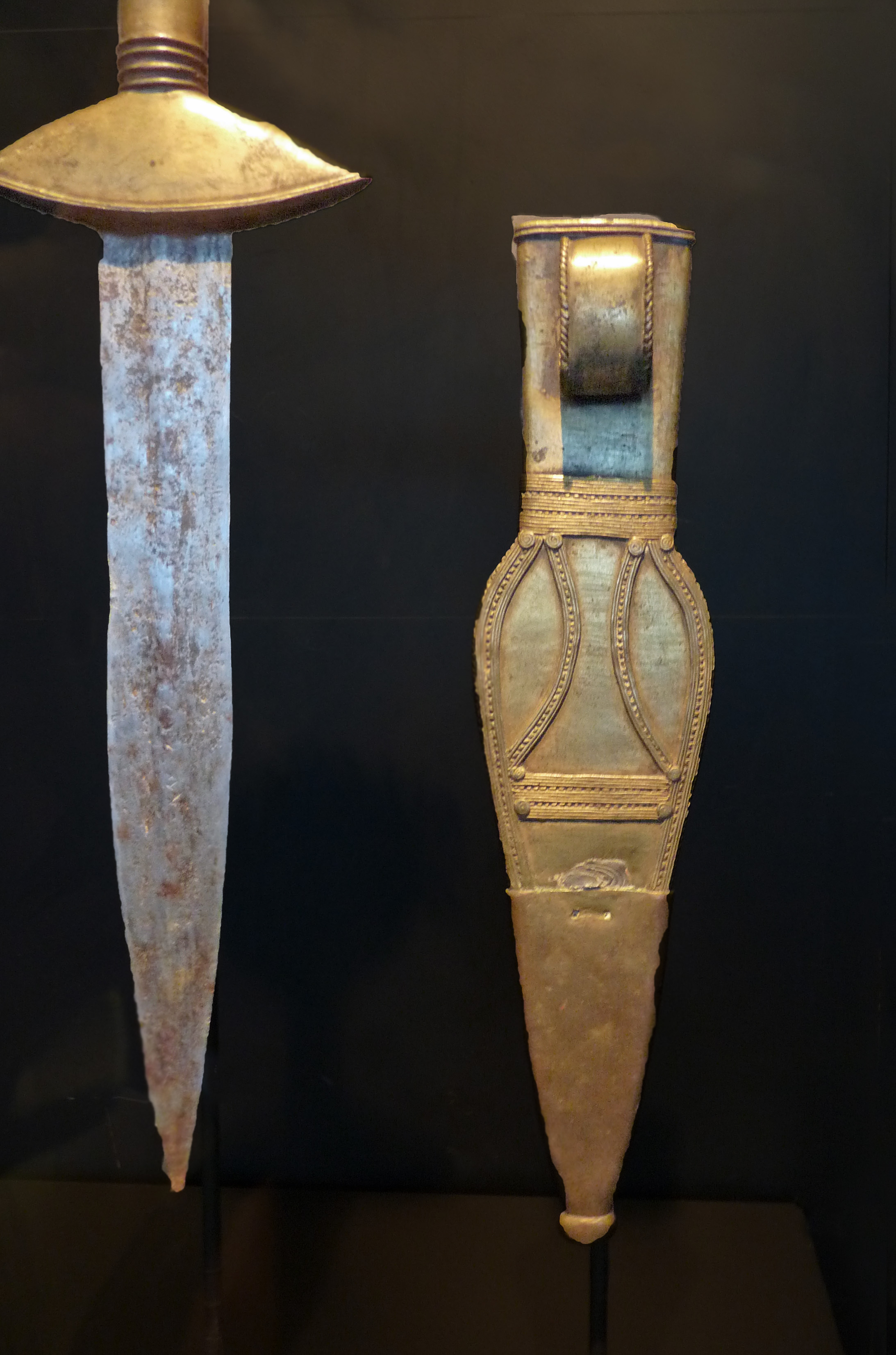
Кинжал и ножны (Музей на набережной Бранли)
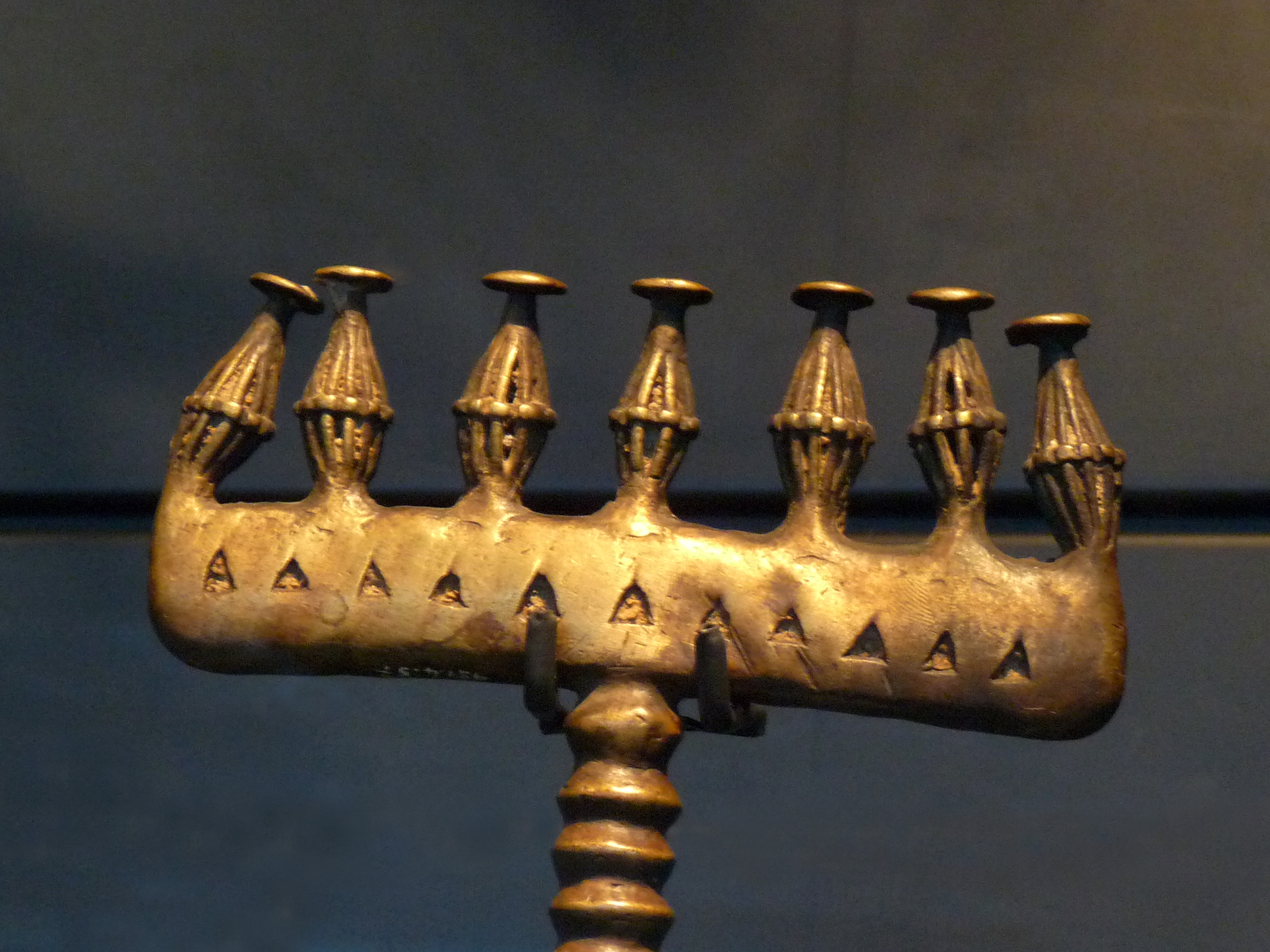
Деталь кинжала (Музей на набережной Бранли)
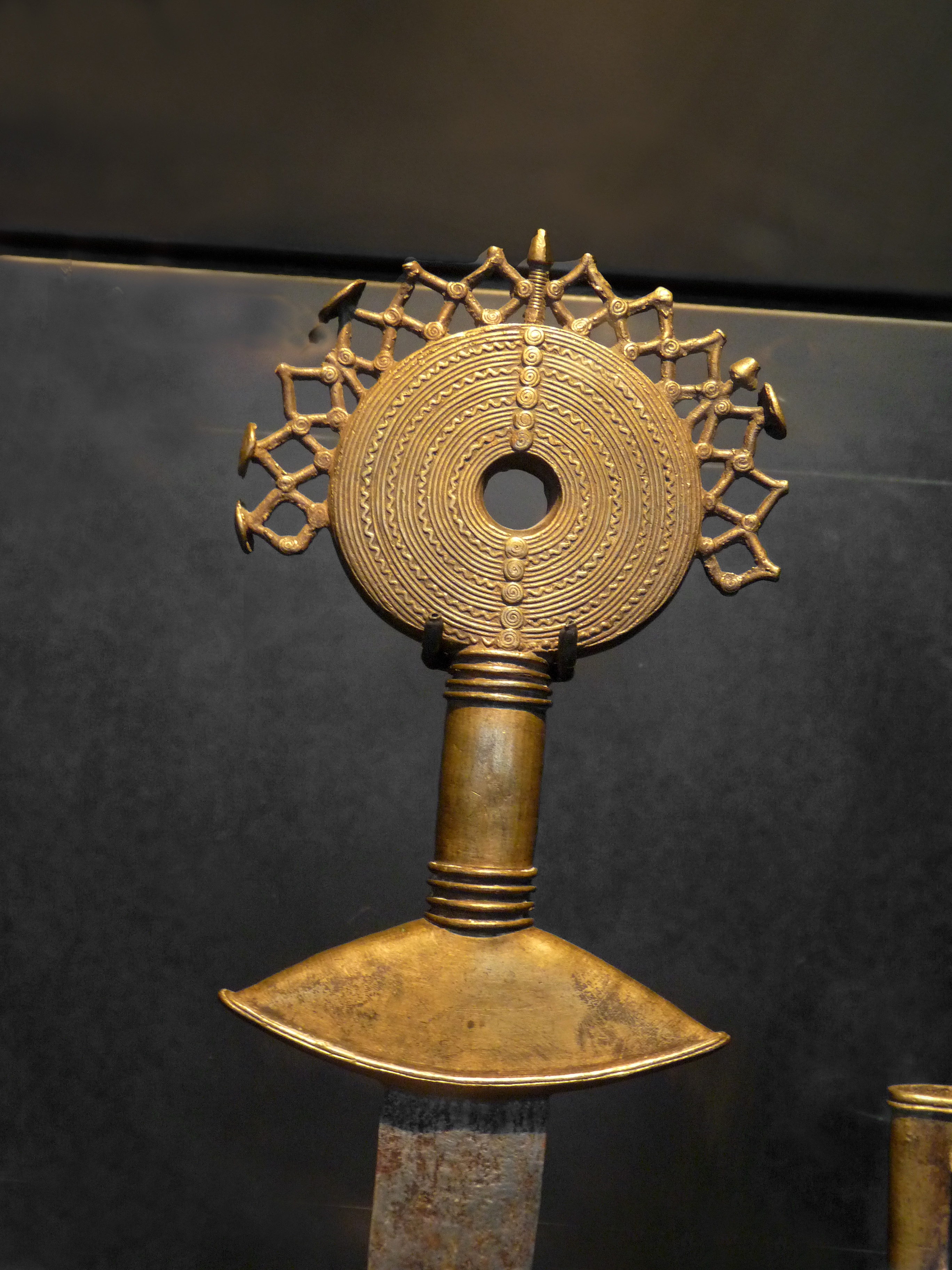
Деталь кинжала (Музей на набережной Бранли)
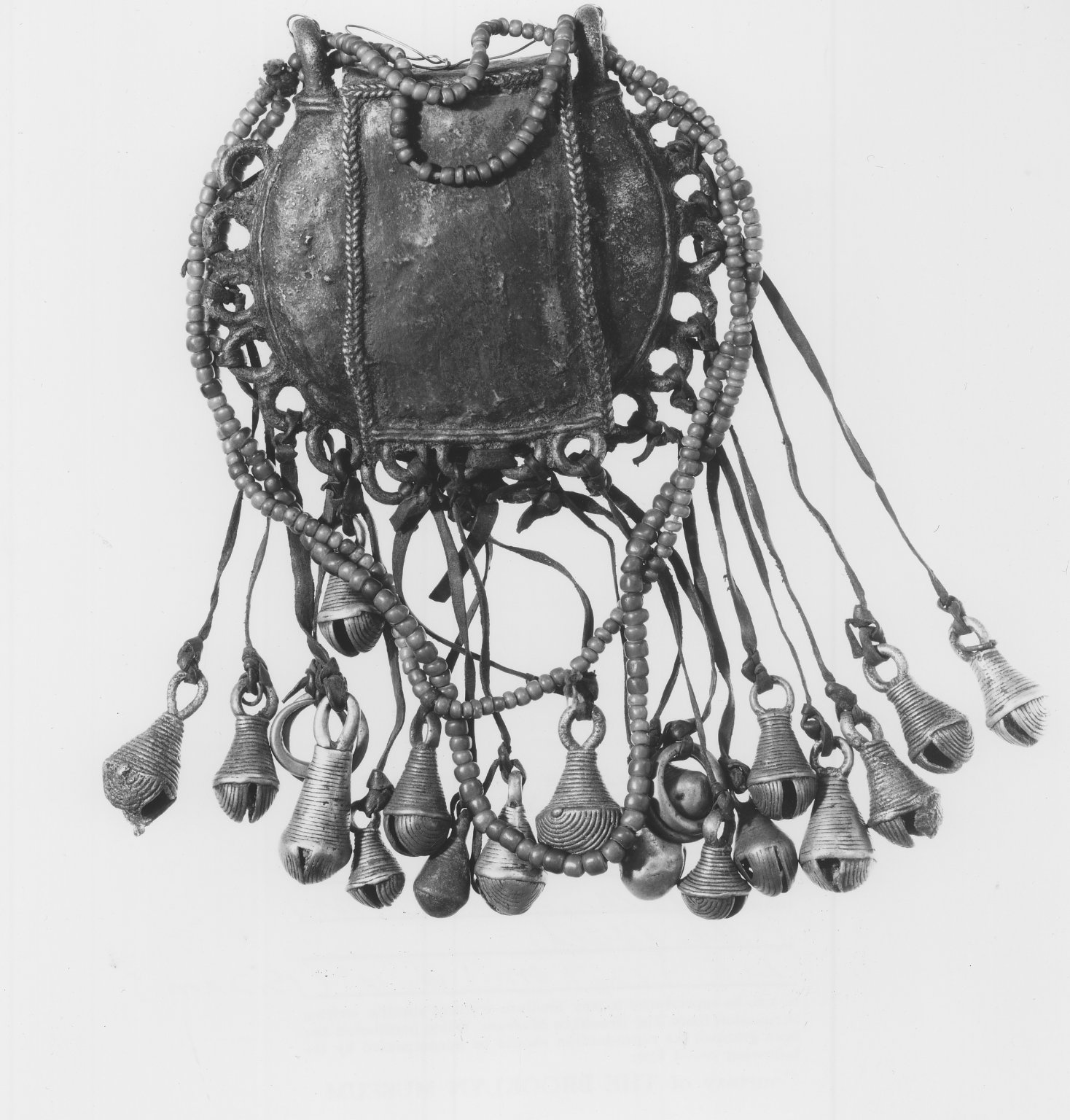
Кожаный чехол (Бруклинский музей)